# Kanton Saint-Denis-5
Kanton Saint-Denis-5 (francouzsky Canton de Saint-Denis-5) byl francouzský kanton v departementu Réunion v regionu Réunion. Tvořila ho pouze část města Saint-Denis. Zrušen byl při reformě francouzských kantonů v roce 2014.